# Помпиду, Клод
Кло́д Жакли́н Помпиду́ (фр. Claude Jacqueline Pompidou), урожд. Кау́р (Cahour; 13 ноября 1912, Майен — 3 июля 2007, Париж) — супруга президента Франции Жоржа Помпиду. Она была филантропом и покровительницей современного искусства.

## Биография
Клод Жаклин Каур родилась 13 ноября 1912 года в Шато-Гонтье. Её мать умерла, когда ей было всего три года.
Вскоре она переехала в Париж, где изучала право. В первый же год учёбы Клод познакомилась со своим будущем мужем, Жоржем Помпиду, когда он работал учителем литературы в лицее. В 1935 году они поженились. В 1942 году на свет появился их приемный сын, Ален, который стал единственным ребёнком в семье.
В 1970 году мадам Помпиду основала фонд помощи детям-инвалидам, престарелым и госпитализированным. Жак Ширак служил казначеем фонда более трех десятилетий, а его супруга, Бернадетт Ширак, стала президентом фонда после смерти Клод.
Клод скончалась 3 июля 2007 в Париже. Отпевание состоялось в церкви Сен-Луи-ан-л’Иль в присутствии президента Николя Саркози, бывшего президента Жака Ширака, Мориса Дрюона и Лилиан Бетанкур.